# Tatie Léodate
Tatie Léodate, de son véritable nom Léodate Saïbou, née le 27 septembre 1940 à Iracoubo en Guyane et morte le 21 août 2024 à Cayenne (Guyane), est une auteure-compositrice-interprète française, chanteuse et animatrice de télévision.

## Biographie
Originaire de la commune d’Iracoubo dans la bourgade de Trou-poisson, Tatie Léodate s’est fait connaître en animant des émissions sur la chaîne Antenne Créole Guyane.
Elle est présidente de l’association « Fanm Dibout »,.
Tatie Léodate meurt le 21 août 2024 à l'âge de 83 ans,.

## Distinction
En 2012, Tatie Léodate est nommée Chevalier de l'ordre national du mérite.